# Cytospora leucostoma
Cytospora leucostoma (Pers.) Sacc. – gatunek mikroskopijnego grzyba, wraz z Valsaria insitiva wywołujący w Polsce chorobę leukostomoza drzew pestkowych.

## Systematyka i nazewnictwo
Pozycja w klasyfikacji według Index Fungorum: Cytospora, Valsaceae, Diaporthales, Diaporthomycetidae, Sordariomycetes, Pezizomycotina, Ascomycota, Fungi.
Po raz pierwszy opisał go w 1794 r. Christiaan Persoon nadając mu nazwę Sphaeria leucostoma. Obecną, uznaną przez Index Fungorum nazwę nadał mu Pier Andrea Saccardo w 1881 r.
Ma 14 synonimów. Niektóre z nich:
- Leucostoma leucostoma (Pers.) Togashi 1930
- Leucostoma persoonii (Nitschke) Höhn. 1928[3].

Obowiązująca nazwa naukowa pochodzi od anamorfy. Teleomorfa Leucostoma persoonii, dawniej uznawana za odrębny gatunek, obecnie jest synonimem.

## Morfologia i rozwój
Saprotrof i pasożyt. W zrakowaceniach porażonej kory drzew oraz na obumarłych gałązkach i konarach tworzą się pyknidia już po 2–3 tygodniach, lub do 6 miesięcy po obumarciu kory. W regionach nawadnianych późnym latem stres wodny zainfekowanych drzew może przyspieszyć produkcję pyknidiów. Pyknidia są z zewnątrz czarne, wewnątrz szare do szarobrązowych i podszyte czarną warstwą. Są widoczne w postaci brodawek wielkości główki od szpilki. Ich wierzchołek pęka, odsłaniając białą i matową pseudopodkładkę. Dojrzałe pyknidia podczas wilgotnej pogody wytłaczają łańcuszki zawierające tysiące konidiów zlepionych śluzowatą masą o barwie brunatnoczerwonej. Bardzo drobne konidia o wymiarach 5,9 × 1,9 µm wypływają już w kilka minut po zmoczeniu pyknidiów. Struktury rozrodcze płciowe (perytecja wytwarzające askospory) tworzą się znacznie później, często 2 do 3 lat po pierwszych pyknidiach. W rozprzestrzenianiu choroby nie odgrywają większej roli.